# Gwangju

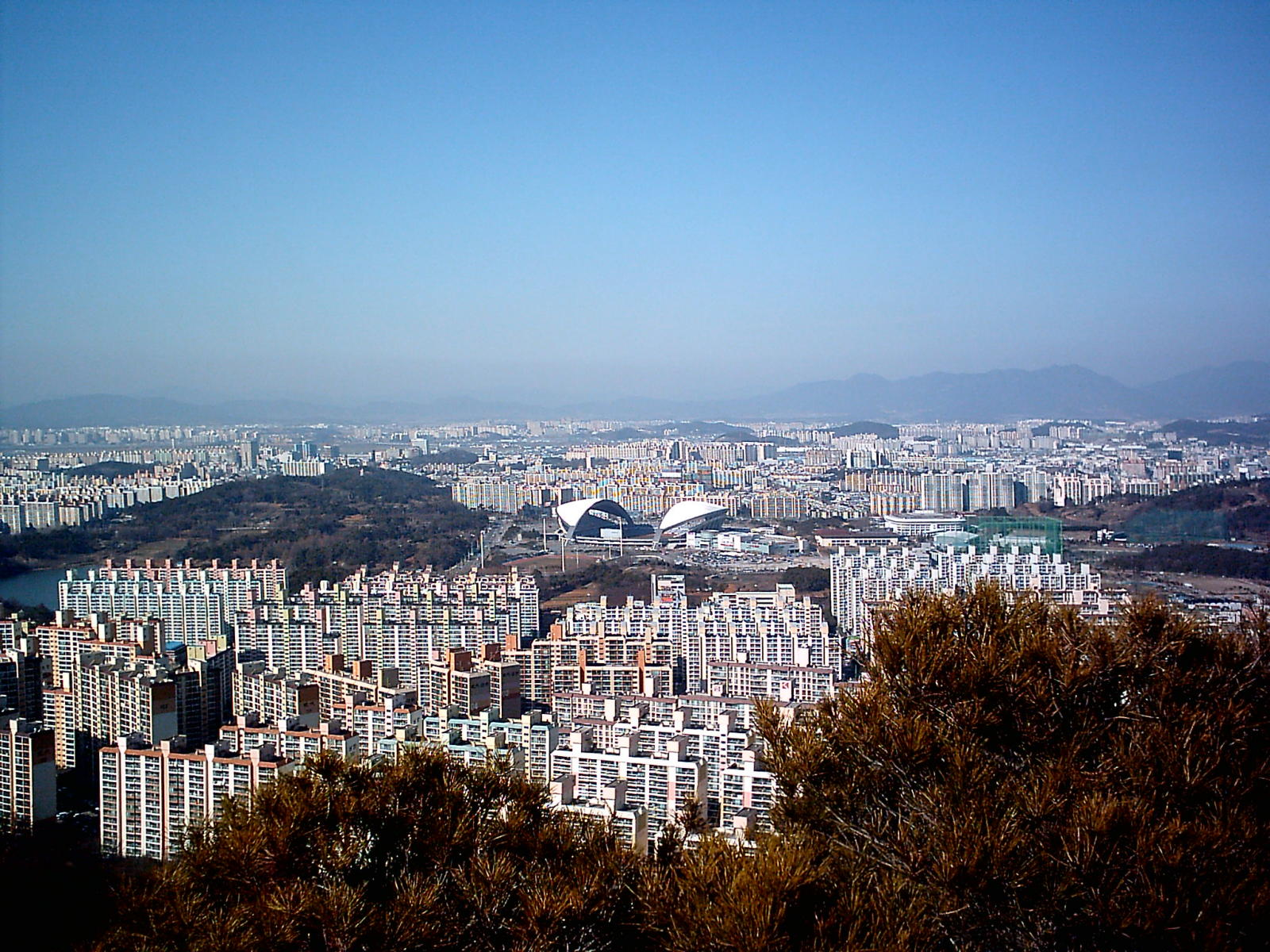

Gwangju (tiếng Hàn: 광주, hanja: 光州 (Quang Châu)) là thành phố lớn thứ sáu và là một trong 6 thành phố trực thuộc trung ương của Hàn Quốc kể từ năm 1986, nằm ở phía tây nam của bán đảo Triều Tiên. Thành phố từng là thủ phủ của tỉnh Nam Jeolla cho đến khi cơ quan đầu não của tỉnh được chuyển về làng Namak-ri, huyện Muan. Gwangju được xem là một trong những thành phố cổ nhất ở bán đảo Triều Tiên.
Tên của thành phố bao gồm các cụm từ Gwang (tương đương với từ "quang" trong tiếng Việt) có nghĩa là "ánh sáng" và Ju có nghĩa là "châu", là một đơn vị hành chính cổ của Hàn Quốc; vì vậy mà thành phố mới có biệt danh là Thành phố ánh sáng. Trong suốt thời phong kiến, thành phố từng có tên là Muju; bởi vào khoảng thời gian đó vua Tân La đã cho sáp nhập toàn bộ lãnh thổ kề cận để thành lập các tỉnh Gwangji, Ungju, Jeonju, và cả thành phố Muju cùng các tỉnh khác, cộng với ranh giới phía nam của Cao Câu Ly để tạo nên một triều đại Tân La phồn vinh. Nằm ở trung tâm nông nghiệp trù phú của hai tỉnh Jeolla, Gwangju nổi tiếng với các loại ẩm thực phong phú và đa dạng.
Hiện nay, mặc dù đạt được nhiều bước tiến triển tốt trong bối cảnh xu thế công nghiệp hóa - hiện đại hoá đất nước đang diễn ra sôi nổi, tuy nhiên, thành phố Gwangju vẫn đang tiếp tục đối mặt với những khó khăn, thách thức như tình trạng ô nhiễm môi trường (đặc biệt là ô nhiễm không khí, thường xảy ra vào mùa đông - xuân) do khí thải phát ra từ xe cộ, trung tâm công nghiệp,... cùng hiện tượng sương mù; khủng hoảng nhân khẩu hết sức trầm trọng (dân số của Gwangju tính đến hết năm 2022 vẫn chưa vượt qua 1 triệu người kể từ thập niên 80). Thành phố Gwangju cần phải vượt qua những khó khăn, thách thức trên để có thể phát triển ngày một mạnh mẽ, bền vững hơn trong tương lai.

## Lịch sử
Thành phố Gwangju được sử sách nhắc đến lần đầu tiên là vào năm 57 TCN, và lúc bấy giờ thành phố đã là một trong những trung tâm chính trị-kinh tế lớn nhất ở bán đảo Triều Tiên. Đây là một trong những trung tâm hành chính quan trọng nhất của triều đại Bách Tế trong thời kỳ Tam Quốc ở Triều Tiên.
Năm 1929, trong thời kỳ Triều Tiên thuộc Nhật, một cuộc xung đột vũ trang giữa các sinh viên Hàn Quốc và quân đội Nhật Bản ở trong thành phố Gwangju đã trở thành một cuộc biểu tình quy mô lớn, lên đến đỉnh điểm là một trong những cuộc nổi dậy đấu tranh chống Đế quốc Nhật Bản lớn nhất trên bán đảo Triều Tiên nhằm chống lại sự áp bức bóc lột của chủ nghĩa thực dân đế quốc. Cuộc xung đột này đã sớm lan rộng ra toàn bán đảo Triều Tiên khiến cho Đế quốc Nhật phải ráo riết tập trung mọi lực lượng để trấn áp cuộc nổi dậy. Tuy thất bại, cuộc xung đột đã trở thành một tấm gương sáng chói lọi cho tinh thần đấu tranh chống Đế quốc Nhật Bản của người dân Triều Tiên sau này.
Trong giai đoạn đầu của chiến tranh Triều Tiên, toàn bộ lãnh thổ của thành phố Gwangju đã bị quân đội Bắc Triều Tiên chiếm đóng. Trong suốt thời gian đó thành phố đã bị tàn phá ghê gớm bởi quân đội Bắc Triều Tiên cùng các lực lượng ủng hộ địa phương. Sau khi chiến tranh qua đi, thành phố đã trải qua khá nhiều lần tu sửa lại với sự hỗ trợ của Mỹ để có thể trở thành thành phố Gwangju như ngày hôm nay. Đến năm 1980, thành phố lại một lần nữa rơi vào hoàn cảnh hỗn loạn khi một cuộc xung đột vũ trang giữa các sinh viên thành phố và lực lượng quân đội Hàn Quốc do tướng Chun Doo-hwan cầm đầu xảy ra, khiến cho hơn 30 ngàn người bị thiệt mạng (tính gộp cả dân thường lẫn lực lượng vũ trang). Đây là một cuộc xung đột vũ trang đẫm máu nhất ở thành phố Gwangju.
Năm 1986, Gwangju chính thức được tách ra khỏi tỉnh Jeollanam để trở thành thành phố trực thuộc Trung ương, và sau này trở thành thành phố đô thị vào năm 1995.
Do có nhiều yếu tố, bao gồm cuộc đấu tranh giành quyền lực giữa Bách Tế và Tân La, cũng như sự ưu tiên cho khu vực Gyeongsang bởi các nhà lãnh đạo chính trị trong nửa sau của thế kỷ 20, Gwangju vốn có lịch sử bỏ phiếu lâu dài của các chính trị gia thuộc Đảng Dân chủ Đồng hành, cũng như Đảng Tư pháp tiến bộ.
Nghệ thuật, văn hóa, ẩm thực / thực phẩm, xe hơi và dân chủ hóa được xem là những biểu tượng quan trọng nhất của thành phố Gwangju.

## Phân chia hành chính
Gwangju được chia thành 5 khu ("Gu").
| Tên         | Hangul | Hanja  | Hán-Việt      |
| ----------- | ------ | ------ | ------------- |
| Buk-gu      | 북구   | 北區   | Bắc Khu       |
| Dong-gu     | 동구   | 東區   | Đông Khu      |
| Gwangsan-gu | 광산구 | 光山區 | Quang Sơn Khu |
| Nam-gu      | 남구   | 南區   | Nam Khu       |
| Seo-gu      | 서구   | 西區   | Tây Khu       |

## Khí hậu
| Dữ liệu khí hậu của Gwangju                                                  | Dữ liệu khí hậu của Gwangju | Dữ liệu khí hậu của Gwangju | Dữ liệu khí hậu của Gwangju | Dữ liệu khí hậu của Gwangju | Dữ liệu khí hậu của Gwangju | Dữ liệu khí hậu của Gwangju | Dữ liệu khí hậu của Gwangju | Dữ liệu khí hậu của Gwangju | Dữ liệu khí hậu của Gwangju | Dữ liệu khí hậu của Gwangju | Dữ liệu khí hậu của Gwangju | Dữ liệu khí hậu của Gwangju | Dữ liệu khí hậu của Gwangju |
| Tháng                                                                        | 1                           | 2                           | 3                           | 4                           | 5                           | 6                           | 7                           | 8                           | 9                           | 10                          | 11                          | 12                          | Năm                         |
| ---------------------------------------------------------------------------- | --------------------------- | --------------------------- | --------------------------- | --------------------------- | --------------------------- | --------------------------- | --------------------------- | --------------------------- | --------------------------- | --------------------------- | --------------------------- | --------------------------- | --------------------------- |
| Cao kỉ lục °C (°F)                                                           | 18.8 (65.8)                 | 21.1 (70.0)                 | 26.8 (80.2)                 | 29.1 (84.4)                 | 33.9 (93.0)                 | 36.7 (98.1)                 | 38.5 (101.3)                | 38.5 (101.3)                | 34.4 (93.9)                 | 31.1 (88.0)                 | 27.1 (80.8)                 | 19.7 (67.5)                 | 38.5 (101.3)                |
| Trung bình ngày tối đa °C (°F)                                               | 5.3 (41.5)                  | 7.8 (46.0)                  | 13.0 (55.4)                 | 19.6 (67.3)                 | 24.3 (75.7)                 | 27.5 (81.5)                 | 29.6 (85.3)                 | 30.7 (87.3)                 | 26.9 (80.4)                 | 21.8 (71.2)                 | 14.6 (58.3)                 | 8.1 (46.6)                  | 19.1 (66.4)                 |
| Trung bình ngày °C (°F)                                                      | 0.6 (33.1)                  | 2.5 (36.5)                  | 7.0 (44.6)                  | 13.2 (55.8)                 | 18.3 (64.9)                 | 22.4 (72.3)                 | 25.6 (78.1)                 | 26.2 (79.2)                 | 21.9 (71.4)                 | 15.8 (60.4)                 | 9.1 (48.4)                  | 3.1 (37.6)                  | 13.8 (56.8)                 |
| Tối thiểu trung bình ngày °C (°F)                                            | −3.1 (26.4)                 | −1.8 (28.8)                 | 2.1 (35.8)                  | 7.5 (45.5)                  | 13.0 (55.4)                 | 18.2 (64.8)                 | 22.5 (72.5)                 | 22.8 (73.0)                 | 17.8 (64.0)                 | 10.9 (51.6)                 | 4.5 (40.1)                  | −0.9 (30.4)                 | 9.5 (49.1)                  |
| Thấp kỉ lục °C (°F)                                                          | −19.4 (−2.9)                | −17.7 (0.1)                 | −10.7 (12.7)                | −4.5 (23.9)                 | 1.4 (34.5)                  | 7.2 (45.0)                  | 14.9 (58.8)                 | 12.6 (54.7)                 | 5.6 (42.1)                  | −2.7 (27.1)                 | −7.2 (19.0)                 | −13.7 (7.3)                 | −19.4 (−2.9)                |
| Lượng Giáng thủy trung bình mm (inches)                                      | 37.1 (1.46)                 | 47.9 (1.89)                 | 60.8 (2.39)                 | 80.7 (3.18)                 | 96.6 (3.80)                 | 181.5 (7.15)                | 308.9 (12.16)               | 297.8 (11.72)               | 150.5 (5.93)                | 46.8 (1.84)                 | 48.8 (1.92)                 | 33.5 (1.32)                 | 1.391 (54.76)               |
| Số ngày giáng thủy trung bình (≥ 0.1 mm)                                     | 11.0                        | 9.0                         | 9.5                         | 8.9                         | 9.3                         | 10.7                        | 15.5                        | 14.9                        | 9.8                         | 6.8                         | 9.0                         | 10.0                        | 124.4                       |
| Số ngày tuyết rơi trung bình                                                 | 11.1                        | 7.1                         | 2.8                         | 0.2                         | 0.0                         | 0.0                         | 0.0                         | 0.0                         | 0.0                         | 0.0                         | 1.5                         | 8.1                         | 31.0                        |
| Độ ẩm tương đối trung bình (%)                                               | 67.7                        | 65.2                        | 62.9                        | 61.9                        | 66.4                        | 72.8                        | 80.0                        | 78.1                        | 74.3                        | 68.4                        | 68.1                        | 68.8                        | 69.5                        |
| Số giờ nắng trung bình tháng                                                 | 159.9                       | 164.6                       | 192.0                       | 213.0                       | 222.8                       | 169.2                       | 145.4                       | 172.6                       | 172.3                       | 205.2                       | 163.6                       | 155.9                       | 2.136,3                     |
| Phần trăm nắng có thể                                                        | 51.1                        | 53.4                        | 51.8                        | 54.3                        | 51.3                        | 39.0                        | 32.9                        | 41.4                        | 46.3                        | 58.5                        | 52.7                        | 51.1                        | 48.0                        |
| Nguồn: Korea Meteorological Administration (percent sunshine and snowy days) |                             |                             |                             |                             |                             |                             |                             |                             |                             |                             |                             |                             |                             |

## Nhân khẩu

### Dân số
| Năm  | Dân số    |
| ---- | --------- |
| 1960 | 409,283   |
| 1966 | 532,235   |
| 1970 | 622,755   |
| 1975 | 737,283   |
| 1980 | 856,545   |
| 1985 | 1,042,508 |
| 1990 | 1,139,003 |
| 1995 | 1,257,636 |
| 2000 | 1,352,797 |
| 2005 | 1,417,716 |
| 2010 | 1,475,745 |
| 2016 | 1,500,621 |

### Tôn giáo
Tôn giáo ở Gwangju (2005)
Theo điều tra dân số năm 2005, dân số của Gwangju 33% theo Kitô giáo (20% Tin Lành và 13% Công giáo) và 14% theo Phật giáo. 53% dân số phần lớn không theo tôn giáo hoặc theo chủ nghĩa Muism và các tôn giáo bản địa khác.

## Kinh tế

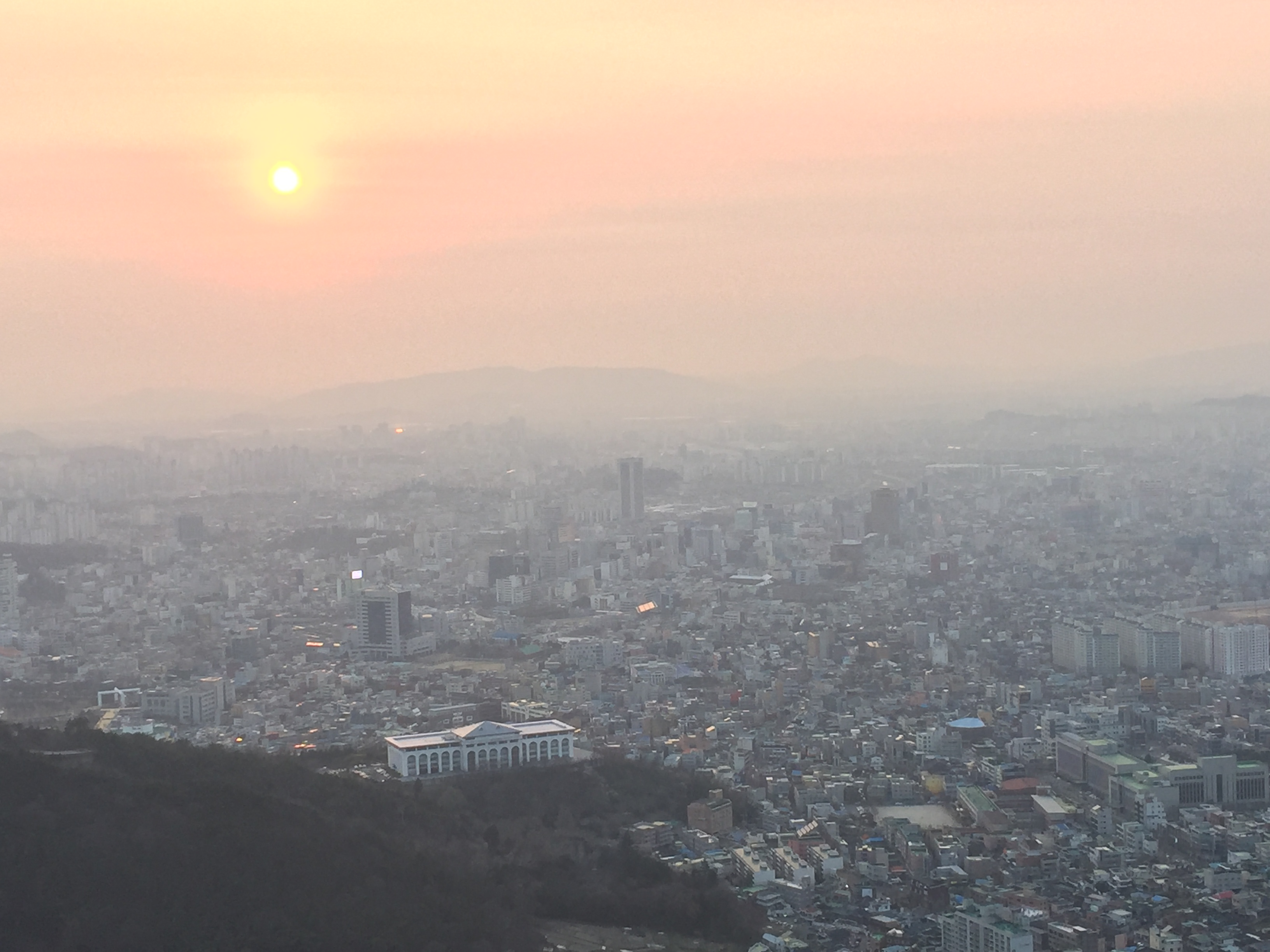
Quang cảnh Gwangju lúc hoàng hôn nhìn từ một ngọn đồi

Kinh tế công nghiệp hiện đại được thiết lập tại Gwangju với việc xây dựng đường sắt tới Seoul. Một vài ngành công nghiệp tại đây bao gồm dệt may, xay sát gạo và sản xuất đồ uống chứa cồn (bia). Việc thành lập khu công nghiệp năm 1967 đã thúc đẩy sự phát triển mạnh mẽ trong công nghiệp, đặc biệt là trong ngành liên quan tới công nghiệp ô tô.

## Giáo dục
Đại học quốc gia Chonnam, Đại học Chosun, Đại học Honam và Đại học Gwangju là các trường đại học chính trong thành phố, với một vài trường đại học và cao đẳng nhỏ khác cũng nằm trong khu vực này. Viện Khoa học và Công nghệ Gwangju cũng nằm tại đây.

## Giao thông
Thành phố có tàu điện ngầm Gwangju. Một phần mở rộng được hoàn thành vào tháng 4 năm 2008 với một dự kiến hoàn thành vào năm 2012. Có hai ga KTX (đường sắt tốc độ cao) trong thành phố: Ga Gwangju và Ga Gwangju Songjeong. Ga Gwangju Songjeong kết nối với Tàu điện ngầm Gwangju và hệ thống xe buýt địa phương. Bây giờ trạm Songjeong chủ yếu được sử dụng.
Gwangju có một hệ thống xe buýt công cộng rộng lớn chạy ngang qua thành phố. Các trạm xe buýt và xe buýt tự chứa thông tin dừng bằng tiếng Hàn và tiếng Anh. Xe buýt địa phương, nhưng không phải tàu điện ngầm hoặc KTX, kết nối với Bến Xe buýt Gwangju liên tỉnh được gọi là U-Square.
Giá vé vận chuyển công cộng Gwangju có thể được thanh toán bằng tiền mặt, một số thẻ ngân hàng Hàn Quốc hoặc qua thẻ giao thông công cộng có thể nạp lại hoặc các phụ kiện nhỏ gắn với điện thoại hoặc móc khóa như Hanpay, T-Money và CashBee có sẵn tại các cửa hàng tiện lợi. Một khoản giảm giá nhỏ được cung cấp khi sử dụng giá vé không dùng tiền mặt. Giảm giá vé có sẵn cho thanh thiếu niên (13 đến 18) và trẻ em (7 đến 12).
Dịch vụ đưa đón có thể được thực hiện miễn phí giữa các tuyến xe buýt địa phương và tàu điện ngầm khi sử dụng giá vé không dùng tiền mặt, miễn là người dùng chạm vào khi thay đổi giữa các phương thức vận chuyển, theo cùng hướng, và trong trường hợp xe buýt đến xe buýt, đang đi xe buýt với một số tuyến đường khác nhau. Dịch vụ đưa đón miễn phí giữa các xe buýt có thể được thực hiện trong vòng một giờ sau khi khai thác; dịch vụ đưa đón từ xe buýt đến tàu điện ngầm phải diễn ra trong vòng nửa giờ.
Hầu hết các taxi địa phương chấp nhận thẻ địa phương và nước ngoài ngoài tiền mặt và thẻ giao thông công cộng như Hanpay.
Gwangju cũng có sân bay Gwangju.

## Địa phương kết nghĩa
- Quảng Châu, Trung Quốc
- San Antonio, Texas, Mỹ
- Sendai, Miyagi, Nhật Bản
- Đài Nam, Đài Loan
- Medan, Indonesia